# Totò e Peppino divisi a Berlino
Totò e Peppino divisi a Berlino é  um filme italiano de 1962, gênero comédia, dirigido por Giorgio Bianchi.

## Sinopse
Em 1961, Antonio La Puzza emigra para Berlim, sitiada por americanos e soviéticos, e procura outro emigrante, Giuseppe "Peppino" Pagliuca, um napolitano que emigrara anos atrás. Mas a vida não é fácil e acaba por aceitar a oferta de dois alemães para se fazer passar por um tal Canarinis, que deve ir preso por alguns meses, dizem eles. Acontece que o criminoso verdadeiro é um nazi, o tribunal é americano e os soviéticos também o querem julgar.  E só quando encontra outros italianos é que Antonio começa a compreender a situação em que está.